# Exaerete guaykuru
Exaerete guaykuru là một loài Hymenoptera trong họ Apidae. Loài này được Anjos-Silva & Rebêlo mô tả khoa học năm 2006.